# Fajã Grande
Pour les articles homonymes, voir Fajã (homonymie).
Fajã Grande est un hameau (ou freguesia) de la commune de Lajes das Flores, aux Açores, au Portugal. Sa population s'élevait à 202 habitants en 2011.
Il s'agit de la localité la plus à l'ouest de l'Europe.